# Estádio Municipal Antiocho Pereira
O Estádio Municipal Antiocho Pereira é um estádio de futebol localizado na cidade de União da Vitória, no estado do Paraná. É utilizado pela Associação Atlética Iguaçu e pelo F.C. do Porto (que disputa o campeonato Catarinense).
Sua capacidade oficial é de 4.087 lugares, com apenas 1.100 liberadas pela CBF.